# La Esperantisto

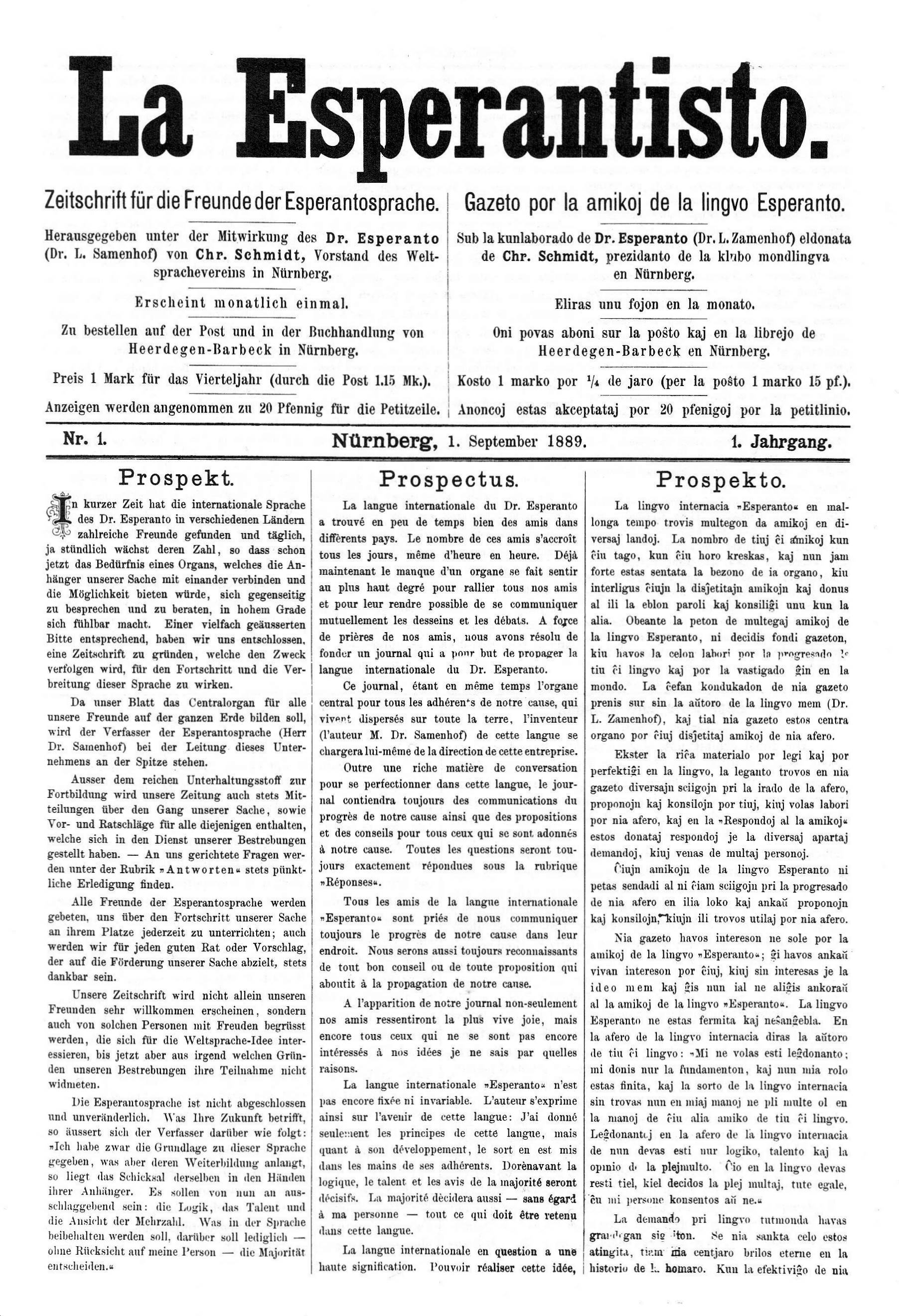
Časopis La Esperantisto

La Esperantisto (v překladu Esperantista) byl první časopis v jazyce esperanto, vydávaný od září 1889 do června 1895. Jde o nejvýznamnější zdroj pro výzkum raných dějin esperanta.

## Založení a historie
První časopis v jazyce esperanto vydávala německá Norimberská esperantská skupina, která zpočátku i připravovala jeho obsah. Tvůrci jazyka Ludvíku Lazaru Zamenhofovi se totiž nepodařilo získat povolení k tisku časopisu ve svém bydlišti, tehdy ruské Varšavě. Zamenhof nakonec přejal redigování časopisu v říjnu 1890, ale všechny exempláře byly i dále tištěny v tiskárně W. Tümmela v Norimberku.
V únoru 1895 obdržela redakce časopisu překlad článku Lva Tolstého. Tento článek s titulem „Rozum a víra“ pobouřil cenzuru v carském Rusku, která zakázala dovoz časopisu do země. Následkem toho ztratil La Esperantisto 60 procent svých předplatitelů a musel krátce na to přestat vycházet. V okamžiku svého zániku měl časopis na 600 předplatitelů a vycházel s měsíční periodicitou. Lev Tolstoj se ještě marně pokoušel u cenzorů intervenovat, nepomohl ani návrh předkládat nadále všechny texty s paralelním překladem v ruštině.

## Další vývoj
Následníkem časopisu La Esperantisto byl časopis Lingvo Internacia, který od prosince 1895 vydávala skupina esperantistů v Uppsale. Okolo roku 1900 posílilo esperanto své pozice také v západní Evropě, což vedlo k rozšíření dalších aktivit také do této oblasti a stálo na počátku zrodu dnešního esperantského hnutí.